# Biedermannsdorf
Biedermannsdorf est une commune autrichienne du district de Mödling en Basse-Autriche.